# 완월동 (부산)
완월동(玩月洞)은 부산광역시에 존재하였던 2개의 법정동이며, 현재는 옛 완월동 지역의 홍등가를 일컫는 지명이다. 1982년 5월 1일 완월동1가는 충무동2가로, 완월동2가는 충무동3가로 개칭되어 현재는 모두 충무동에 속한다. 이후에도 완월동은 해당 지역 홍등가를 일컫는 지명으로 쓰이고 있다.

## 같이 보기
- 청량리 588